# 乍甸站
乍甸站是位于云南省个旧市乍甸镇的一个铁路车站，邮政编码661409。车站建于1921年，有鸡个铁路经过该站，现已废弃，车站及其上下行区间均未电气化。车站距离鸡街站12公里，隶属昆明铁路局，是五等站。